# 姚马村龙王庙
姚马村龙王庙，位于中国青海省互助县东沟乡姚马村，为第八批青海省文物保护单位，公布日期为2008年4月10日，类型为古建筑。
姚马村龙王庙的历史年代为清。